# Buków (województwo opolskie)
Buków (do 1945 niem. Baucke) – wieś w Polsce położona w województwie opolskim, w powiecie nyskim, w gminie Otmuchów.
Wieś położona 10 km na południowy zachód od siedziby powiatu nyskiego - Nysy.
Według danych z 2011 roku gminę zamieszkiwały 502 osoby. Z tego 51,4% stanowiły kobiety, a 48,6- mężczyźni. Miejscowość tę zamieszkuje 3,6% mieszkańców gminy Otmuchów.
W latach 1954–1959 wieś należała i była siedzibą władz gromady Buków, po jej zniesieniu w gromadzie Kałków. 
W latach 1975–1998 miejscowość administracyjnie należała do ówczesnego województwa opolskiego.
We wsi ma swoją siedzibę leśnictwo Buków, które należy do nadleśnictwa Prudnik (obręb Szklary).

## Nazwa
Obecna nazwa została administracyjnie zatwierdzona 12 listopada 1946.